# Edgardo Toetti
Edgardo Toetti, född 10 juli 1910 i Milano, död 2 juni 1968, var en italiensk friidrottare.
Toetti blev olympisk bronsmedaljör på 4 x 100 meter vid sommarspelen 1932 i Los Angeles.